# يوتسويا كايدان

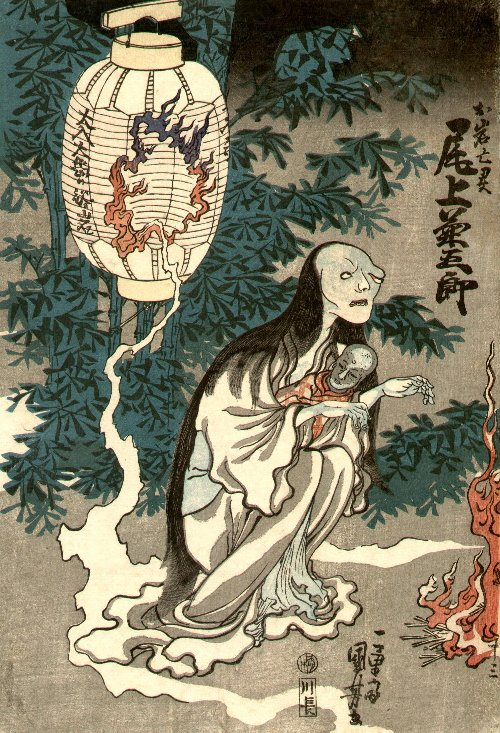
لوحة رسمها أوتاغاوا كونيوشي عن أويوا

'أويوا (باليابانية:お岩)　وتعني الحجر كما تسمى يوتسويا كايدان (باليابانية:四谷怪談) وتعني قصة أشباح يوتسويا هي قصة يابانية تتحدث عن خيانة، قتل وانتقام الأشباح. وهي تعتبر من أشهر القصص عن الأشباح في الأدب الياباني، وقد تم تصوير أكثر من 30 فيلم عنها ولا تزال وحياً لكثير من قصص الرعب اليابانية حتى اليوم.
كتبت هذه القصة في عام 1825 على يد تسورويا نابوكو كقصة لتمثل على مسرح الكابوكي حيث كان اسمها الأصلي توكايدو يوتسويا كايدان (باليابانية:東海道四谷怪談).